# 神戸市立鷹匠中学校
神戸市立鷹匠中学校（こうべしりつ たかしょうちゅうがっこう）は、兵庫県神戸市灘区にある公立中学校。

## 沿革
- 1948年（昭和23年）4月1日 - 神戸市立花園中学校[注釈 1]より分離独立し、神戸市立楠ヶ丘高等学校内に開校[注釈 2]。同月15日に開校式・入学式を挙行。
- 1948年（昭和23年）8月3日 - 正式な校舎の敷地を灘区徳井字弓ノ木（当時）の現在地に決定し、木造2階建ての第1期校舎2棟の建設を開始（翌年10月22日竣工）。
- 1949年（昭和24年）4月1日 - 神戸市立楠ヶ丘高等学校が須磨区に移転（同時に『神戸市立須磨高等学校』に改称）。代わって同地には、神戸市立外事専門学校が学制改革によって新制大学に昇格・移行した神戸市外国語大学[1]が、葺合区（当時）の小野柄（おのえ）通から移転[2]。
- 1950年（昭和25年）4月14日 - 前年度までの神戸市外国語大学内での授業に代わり、当校（前述の第1期校舎）・神戸市立成徳小学校・神戸市立高羽小学校の3校を利用しての分散授業を開始。
- 1950年（昭和25年）9月1日 - 8月28日に木造の第2期校舎2棟が竣工し、この日より全校生徒が当校にて授業を開始。これにより、4月から実施していた前述の分散授業を解消。
- 1951年（昭和26年）4月5日 - 神戸市立六甲山小学校を校区にする。
- 1955年（昭和30年）4月1日 - 特殊学級設立。
- 1961年（昭和36年）4月1日 - 神戸市立烏帽子中学校開校に伴い、校区変更
- 1963年（昭和38年）4月1日 - 神戸市立長峰中学校開校（厳密には移転・改称）[注釈 1]に伴い、校区変更
- 1995年（平成7年）1月17日 - 阪神・淡路大震災発生。東館・西館・新館・本館・南館共に全半壊の被害を受けた為、校庭に仮設校舎を設置（同年2月に着工）して授業を再開。
- 1995年（平成7年）3月 - 東館の解体工事に着手。
- 1995年（平成7年）8月2日 - この日以降、プール・西館・新館・本館の解体工事に順次着手。
- 1996年（平成8年）9月 - 新校舎の建設工事が着工。
- 1997年（平成9年）11月7日 - 新校舎完成。
- 1997年（平成9年）11月12日 - 南館・仮設校舎の解体工事および校庭の改修工事着工。
- 1998年（平成10年）4月18日 - 校庭の改修工事が完成し、初使用式を挙行。
- 2008年（平成20年）1月17日 - 震災13周年の日に阪神・淡路大震災モニュメント完成。

## 校歌
- 松平芳樹作詞／大澤壽人作曲。ハ長調。

## 部活動

### 運動部
- 野球部
- サッカー部
- 陸上競技部
- ソフトテニス部
- バスケットボール部
- 卓球部：2023年の全国中学選抜卓球大会では、男子団体においてベスト16進出を果たした。
- 剣道部
- ソフトボール部
- バレーボール部

### 文化部
- 吹奏楽部
- 美術部
- 理科部
- 書道部
- 合唱部：創部1963年。各種演奏会、コンクール、文化祭等に出演。NHK全国学校音楽コンクール、全日本合唱コンクール等の全国大会において最優秀賞6回、全国第一位5回、金賞2回、銅賞2回を受賞。2016年にはNHK全国学校音楽コンクール、全日本合唱コンクールのダブル全国出場を、2018年には全日本合唱コンクール全国出場を実現した。2022年のNHK全国学校音楽コンクール近畿大会銀賞を受賞。

## 校区
- 神戸市立高羽小学校
- 神戸市立成徳小学校（友田町、浜田町を除く。）
- 神戸市立灘小学校のうち、永手町4～5丁目、稗原町1～3丁目、稗原町4丁目（1番、2番1～5号、2番17～23号、3番）、森後町2～3丁目、六甲町1～5丁目
- 神戸市立六甲山小学校

## 制服
- 男子　
  - 冬服は標準的な学生服上下である。
  - 夏服はカッターシャツ、スラックスである。
- 女子　
  - 冬服はブレザー、ブラウス、ジャンパースカートである。
  - 夏服はブラウス、吊りスカートである。

## 周辺
- 親和中学校・親和女子高等学校
- 石屋墓園
- 石屋川
- 兵庫県道95号灘三田線

## 卒業生
- 田中実 - 北朝鮮による拉致被害者
- 金田龍光 - 特定失踪者
- 矢田立郎 - 前神戸市長
- 土井正三 - 元プロ野球選手
- 中坂勇哉 - プロサッカー選手
- 戸田恵梨香 - 女優
- 近衛杏 - 元宝塚歌劇団娘役
- 三浦拓也 - ギタリスト
- 西久保弘光 - CMディレクター
- 五百城茉央 - 乃木坂46
- 愛宕心響    -  乃木坂46
- 俣野水晶   - モデル 女優

## 交通アクセス
- 阪急六甲駅より徒歩20分
- 神戸市バス「石屋川車庫前」下車徒歩3分

## 通学区域が隣接している学校
- 神戸市立上野中学校
- 神戸市立長峰中学校
- 神戸市立原田中学校
- 神戸市立烏帽子中学校
- 神戸市立御影中学校
- 神戸市立住吉中学校
- 神戸市立本山中学校
- 神戸市立有馬中学校
- 神戸市立唐櫃中学校
- 神戸市立山田中学校